# Joachim Steen
Joachim Steen, född 1721, död den 29 augusti 1793 i Stockholm, var en svensk jurist.
Steen blev auskultant i Svea hovrätt 1745 och kanslist där 1748. Han förordnades att som vice häradshövding förrätta domaresysslor första gången 1750 och blev ombudsman vid Civilstatens änke- och pupillkassa samma år. Steen blev häradshövding i Lyhundra, Frötuna, Länna, Närdinghundra, Sjuhundra, Frösåker, Häverö, Väddö, Bro och Vätö häraders/Skeppslags domsaga i Roslagen 1762 och beviljades avsked 1777. Han blev åter ombudsman vid änke- och pupilllkassan 1778.